# A pa i aigua

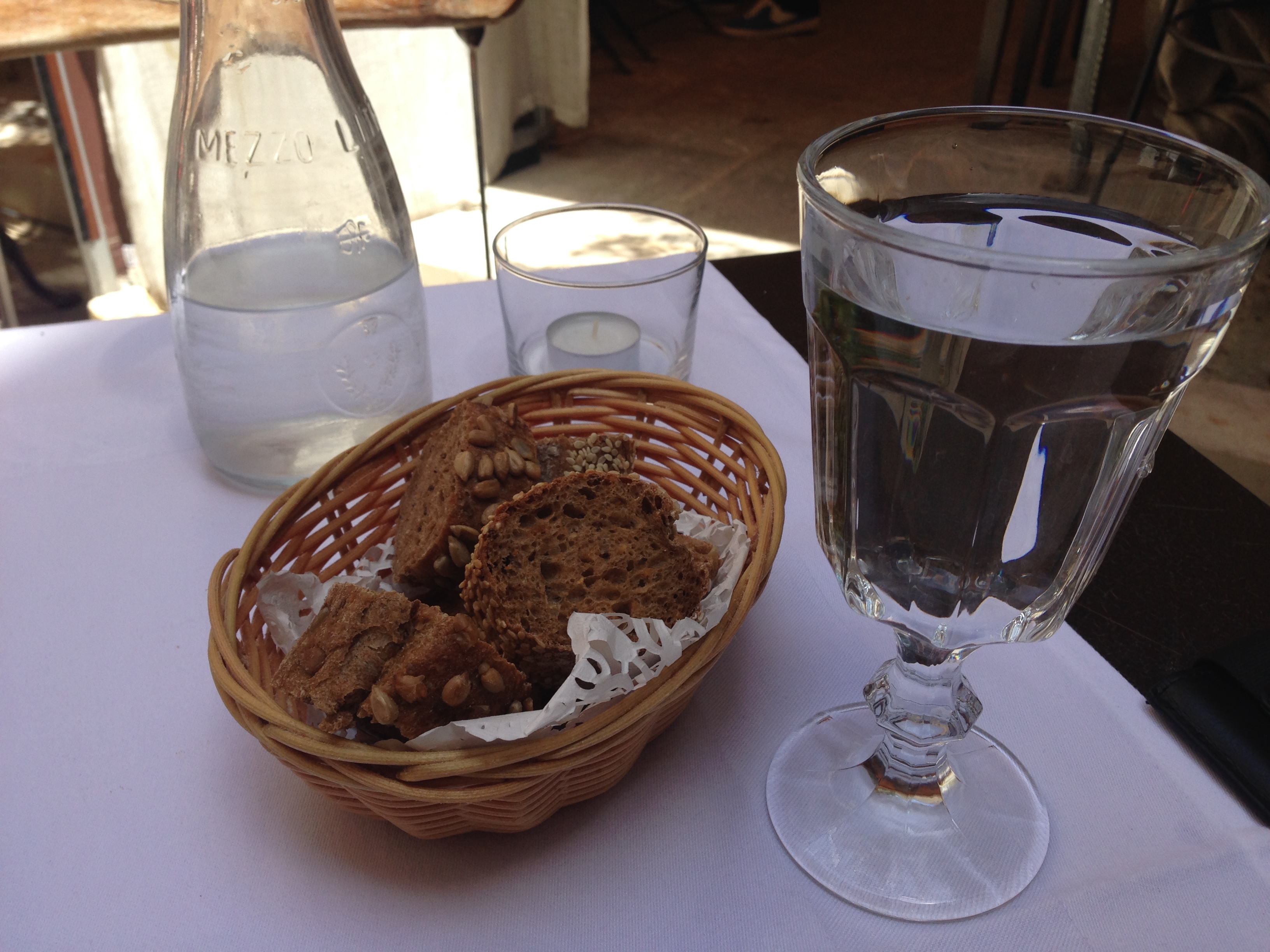
Dieta de pa i aigua

A pa i aigua és una expressió col·loquial que s'utilitza per indicar càstigs de presó molt durs, mal tracte i també per subratllar grans dificultats econòmiques. S'utilitza en les formes "Tenir a pa i aigua", "Posar a pa i aigua", "Viure de pa i aigua"

## Origen
L'origen de l'expressió es remunta a un tipus d'alimentació als límits de la supervivència utilitzat en l'edat mitjana com a forma de càstig a la presó. i fins al segle xix a les galeres i altres vaixells. L'aspecte rellevant a destacar es refereix tant a la privació d'aliments com a l'estalvi econòmic obtingut en els àpats dels presos. Aquesta alimentació també va ser una de les causes de la fàcil propagació de malalties dins les estructures penitenciaries, tant és així que durant el segle xix hi va haver propostes per integrar els àpats donant als presos també una ració de vi aigualit, per subministrar els nutrients que faltaven.

## Aportament vitamínic
És molt poc aconsellable, encara que no impossible, que es pugui viure fins sis mesos amb una dieta de pa i aigua. Uns quants farcits de verdures també ajudarien, tot i que probablement es podrien passar sis mesos sense menjar verdures (però amb moltes deficiències de vitamines i acumulant alguns problemes de salut importants). No cal gaire varietat, però es necessiten certs components per a una dieta de subsistència.
Els dos elements d'aquesta dieta de fam per separat. L'únic líquid que necessitem per a seguir amb vida és l'aigua. Beure líquids com la llet és bo perquè aporten fonts afegides de proteïnes i energia. El més essencial que fa falta dels aliments és el subministrament d'energia. Simplement per sobreviure, cal consumir almenys 1.500 calories al dia (pot ser més). Menjant menys d'aquestes calories es comença a perdre pes. Una barra de pa aportaria unes 1.500 calories al dia, de manera que possiblement es podrien satisfer les necessitats calòriques. Però no és una bona font de proteïnes, i hi ha el risc que també es comencin a trencar les reserves de proteïnes per tal de proporcionar energia addicional.